# Duitse militaire begraafplaats in Haldern
De Duitse militaire begraafplaats in Haldern, een stadsdeel van Rees, is een militaire begraafplaats in Noordrijn-Westfalen, Duitsland. Op de begraafplaats liggen omgekomen Duitse militairen uit de Tweede Wereldoorlog.

## Begraafplaats
Op de begraafplaats rusten 874 Duitse militairen, waarvan 347 ongeïdentificeerden. Vrijwel alle slachtoffers kwamen om tijdens de strijd in de omgeving van Nijmegen (eind 1944) of tijdens de geallieerde oversteek van de Rijn in maart 1945.